# British Tabulating Machine Company
Die British Tabulating Machine Company (kurz: BTM; deutsch „Britische Tabelliermaschinen-Gesellschaft“) war ein britisches Unternehmen zur Herstellung von Tabelliermaschinen. Während des Zweiten Weltkriegs spielte es eine bedeutende Rolle im Zusammenhang mit dem erfolgreichen britischen Bruch der von den deutschen Militärs zur Verschlüsselung ihres geheimen Nachrichtenverkehrs eingesetzten Rotor-Schlüsselmaschine Enigma. Die von den Codebreakers im englischen Bletchley Park (B.P.) hierzu eingesetzte elektromechanische Maschine, genannt die Turing-Bombe, wurde durch die BTM hergestellt.

## Anfänge
Die Gesellschaft wurde im Jahr 1902 in London unter dem Namen The Tabulator Limited gegründet und fertigte unter Lizenz der amerikanischen Tabulating Machine Company, aus der später das Weltunternehmen IBM entstand, die von Herman Hollerith entwickelte Hollerithmaschine. Im Jahr 1909 wurde der Name der Firma in British Tabulating Machine Company Limited geändert, bevor sie ihren Sitz 1920 nach Letchworth verlegte, eine Stadt rund 60 km nördlich der britischen Hauptstadt in der Grafschaft Hertfordshire. Kurz darauf begann die BTM auch mit der Entwicklung und Fertigung eigener elektromechanischer Maschinen, eine Fähigkeit die nach Ausbruch des Zweiten Weltkriegs von der britischen Regierung genutzt wurde, um die von Alan Turing ersonnene Entzifferungsmaschine herstellen zu lassen.

## Turing-Bombe

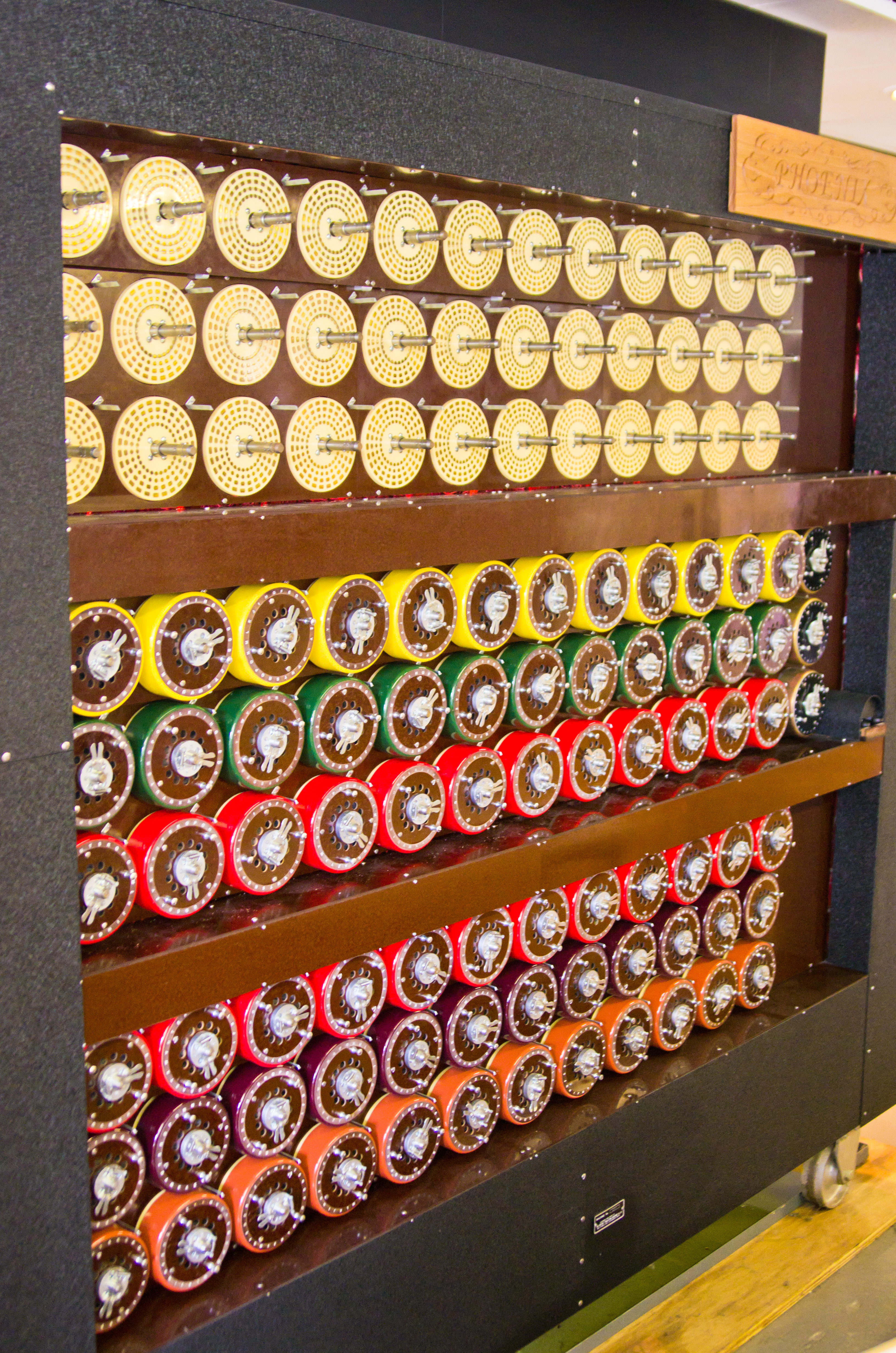
Nachbau einer der durch die BTM hergestellten Turing-Bombes

Unter Federführung des britischen Ingenieurs Harold Keen (1894–1973), der in den 1930er-Jahren Chefingenieur bei der BTM geworden war, wurden, beginnend mit 1940, zunächst nur wenige Einzelstücke der Turing-Bombe hergestellt, die auf dessen Idee der Letchworth-Enigma basierten. Nachdem durch Gordon Welchmans Erfindung des diagonal board (deutsch „Diagonalbrett“) die Effizienz der Maschine wesentlich verbessert werden konnte, wurde die Produktion erheblich gesteigert. Bis Ende 1941 entstanden unter dem Decknamen „CANTAB“ zwölf Exemplare und bis zum Kriegsende mehr als 210 Bombes mit deren Hilfe die verschlüsselten deutschen Funksprüche in B.P. fabrikmäßig „geknackt“ wurden. Während des Krieges insgesamt waren es über zweieinhalb Millionen.

## HEC-Computer
Nach dem Krieg, Anfang der 1950er-Jahre, baute BTM einen der ersten massengefertigten Röhrencomputer, den Hollerith Electronic Computer (HEC), zunächst das Modell HEC 1 und in kurzer Zeit darauf folgend die Nachfolger HEC 2 und HEC 4. Ein restauriertes Original-Exemplar des HEC 1 befindet sich heute im National Museum of Computing auf dem Gelände von Bletchley Park.

## Zusammenschluss
Im Jahr 1959 fusionierte die BTM mit ihrem früheren Konkurrenten Powers-Samas zur International Computers and Tabulators (ICT), die 1968 mit der English Electric (EE) zur International Computers Limited (ICL) fusionierte, die schließlich 2002 vom japanischen Technologiekonzern Fujitsu übernommen wurde.